# کمای فیثاغورثی

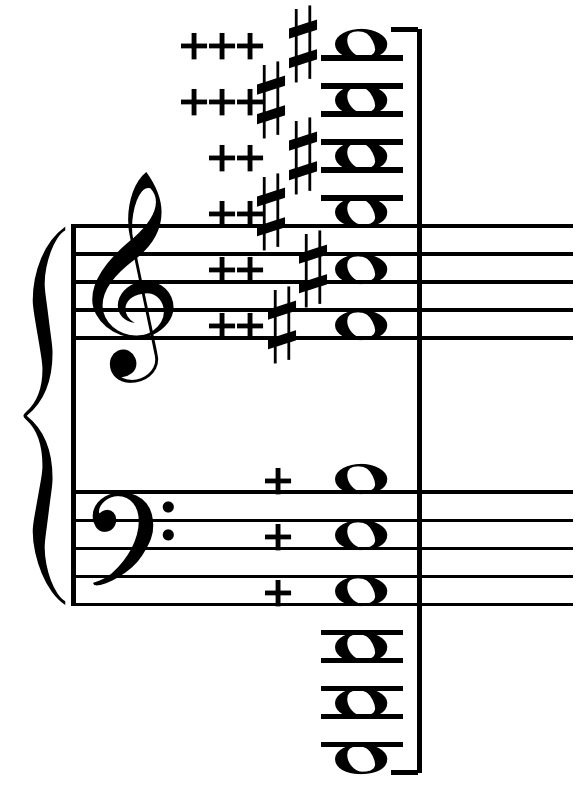
نمونه ای از کمای فیثاغورث

کمای فیثاغورثی (انگلیسی: Pythagorean comma) فاصلهٔ بین دو نت همصدا است که با دو روش مختلف و با استفاده از روش فیثاغورثی کوک شده باشند.

## محاسبه
در تعریف کمای فیثاغورثی از فاصلهٔ سوم بزرگ استفاده نمی‌شود چرا که نسبت بسامد مرتبط با این فاصله بین کوک‌های مختلف فرق دارد. کمای فیثاغورثی تنها با استفاده از فاصله‌های پنجم درست (مترادف با نسبت ۳:۲ بین بسامد دو نت) و هشتم درست یا همان اکتاو (متناسب با نسبت ۲:۱ بسامد) تعریف می‌شود.
دو ساز را در نظر بگیرید که در هر دوی آن‌ها یک نت پایه کوکی دقیقاً یکسان دارد؛ مثلاً نت «لا» با بسامد ۵۵ هرتز. حال می‌خواهیم در هر دو ساز، نت بعدی را روی دو در هفت اکتاو بالاتر کوک کنیم. فرض کنید در ساز اول، صرفاً هفت اکتاو بالاتر می‌رویم. بسامد به دست آمده در این حالت عبارت است از:
{\displaystyle 55\times 2^{7}=55\times 128=7040Hz}
در ساز دوم، به جای این کار، از نت پایه دوازده بار به اندازهٔ یک فاصلهٔ پنجم بالا می‌رویم. بسامد به دست امده در این حالت عبارت است از:
{\displaystyle 55\times ({\frac {3}{2}})^{12}\approx 55\times 129.75=7136.06\ Hz}
فاصلهٔ این دو صدا، که نسبتی نزدیک به ۸۰:۸۱٫۰۹۱۵ دارد، یک کمای فیثاغورثی نام می‌گیرد. از آنجا که فواصل پنجم درست و هشتم درست در بیشتر روش‌های کوک (از جمله نظام کوک خالص و کوک فیثاغورثی) با همین نسبت‌ها (به ترتیب، ۳:۲ و ۲:۱) تعریف می‌شوند، کمای فیثاغورثی در تمام این روش‌های کوک وجود خواهد داشت. تنها در اعتدال مساوی (کوک مطبوع‌سازی‌شده) است که تعریف فاصلهٔ پنجم درست چنان تغییر می‌یابد که کمای فیثاغورثی از میان می‌رود.